# وودفیلد (کارولینای جنوبی)
وودفیلد(به انگلیسی: Woodfield) شهری در ایالت کارولینای جنوبی کشور ایالات متحده آمریکا است که جمعیت آن در سرشماری سال ۲۰۱۰ میلادی، ۹٬۳۰۳ نفر بوده‌است.